# Et sikkert sted
Et sikkert sted er en dansk kortfilm fra 2011, der er instrueret af Simon Lykke.

## Handling
Den ellers så glade dreng Sebastian er i gang med et hemmeligt byggeprojekt, som han forventer vil ændre hele hans verden. For at nå byggeprojektets deadline, holder han fri fra skole på ubestemt tid. Nu handler det bare om at holde det skjult for hans far. For selvom far er sød og forstående, forvandler han sig efter et par øl til en voldelig 'fremmed', som Sebastian har svært ved at genkende.